# Pintura al tremp

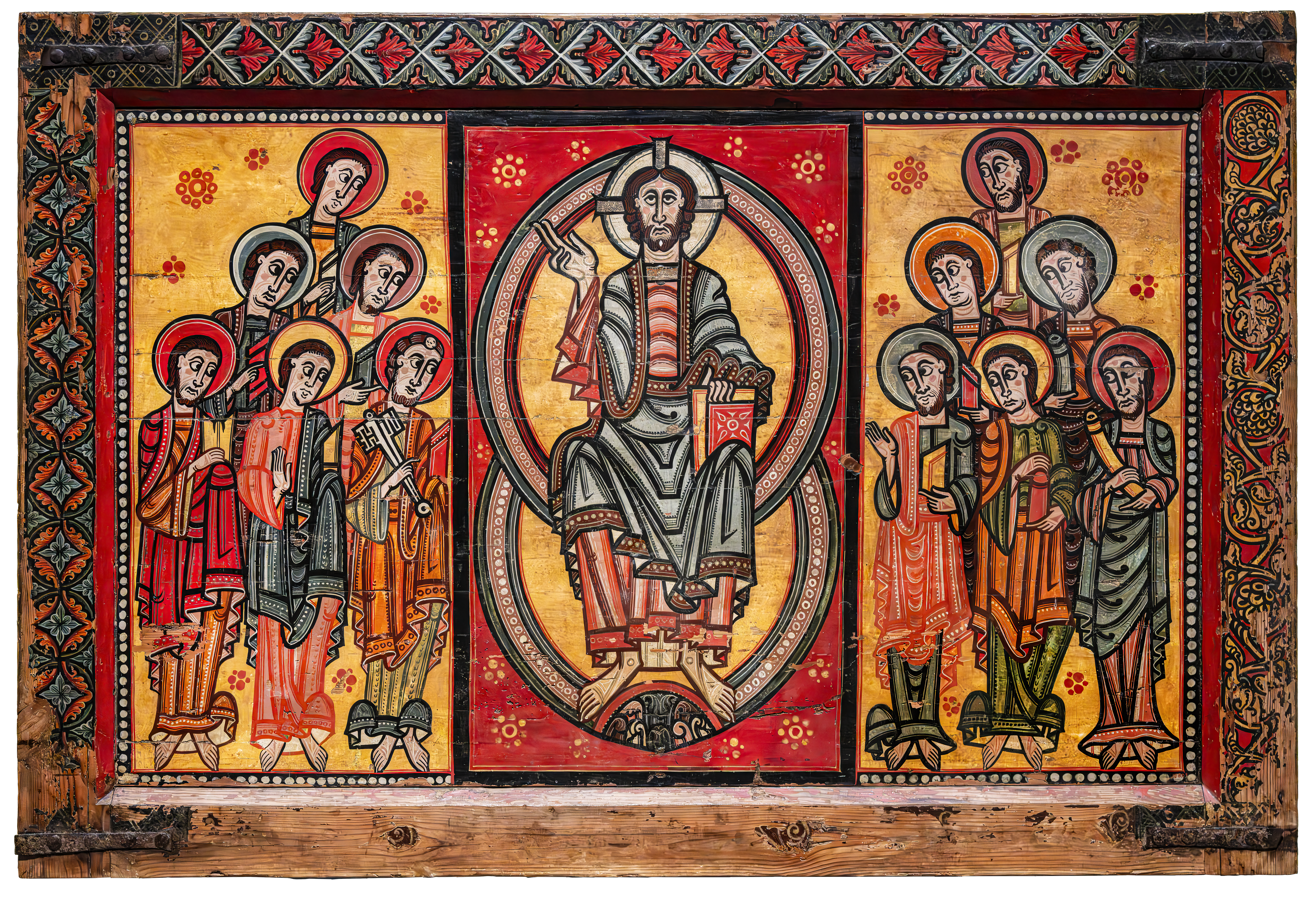
Frontal de la Seu d'Urgell o dels Apòstols, pintat al tremp d'ou sobre taula, autor anònim,, procedeix de la Seu d'Urgell, actualment en el Museu Nacional d'Art de Catalunya (MNAC).

La pintura al tremp, tremp o tremp d'ou és un tipus de pintura artística i tècniques associades utilitzades com a forma principal per a la pintura sobre taula i els manuscrits il·luminats en el món romà d'Orient i l'edat mitjana a Europa, fins que es reemplaçà per la pintura a l'oli. Es continuà utilitzant per a les icones ortodoxes. És una pintura feta pel pigment en un medi d'ou.
El rovell d'ou té la propietat d'assecar-se de pressa i adherir-se fermament. La pintura al tremp era tradicionalment preparada amb pigments polvoritzats amb un morter de mà sec i rovell d'ou (que fa d'agent aglutinant principal o medi), a vegades junt amb uns altres materials com mel, aigua, llet (en forma de caseïna) i una varietat de coles vegetals. Molts dels retrats del Faium estan fets amb aquesta tècnica. La pintura a l'oli es va inventar al nord d'Europa durant l'edat mitjana (esmentat per Theophilus al segle xix) i seria el mitjà principal des del segle xv en la pintura holandesa a l'Europa del nord. Itàlia, Grècia, i Rússia eren els centres essencials de pintures al tremp. Al voltant de l'any 1500, la pintura a l'oli reemplaçava pintura al tremp a Itàlia. Tempera continuava i es continua utilitzant a Grècia i Rússia. Als segles xix i xx va haver ressorgiments intermitents de la tècnica a l'art occidental, entre el prerafaelistes, realisme social, i altres.
La pintura al tremp s'asseca ràpidament. Les tècniques de pintura al tremp poden ser més precises quan és utilitzat amb tècniques tradicionals que exigeixen que l'aplicació de nombrosos traços de pinzell petit. Els colors, que es pinten l'un sobre l'altre, s'assemblen un pastel abans d'envernissar i esdevenen colors més profunds quan s'aplica vernís.
La pintura al tremp és normalment aplicada en capes primes, semiopaques o transparents. Quan s'asseca, produeix un acabat llis i mat. Com que no es pot aplicar en capes gruixudes com la pintura a l'oli, el tremp rarament té color profund i saturat com passa a l'oli. D'altra banda, els colors de pintures al tremp no canvien amb el pas del temps, mentre que les pintures a l'oli s'enfosqueixen, engrogueixen, i es tornen transparents amb el temps.

## Base
La pintura al tremp s'ha d'aplicar sobre una base absorbent que tingui un contingut d'"oli" més baix del que té la pintura.
Donat que la base utilitzada és, tradicionalment, el gesso italià inflexible, el substrat també ha de ser rígid. Històricament els taulers de fusta s'utilitzaven com a substrat, i més modernament, s'han fet servir altres derivats de la fusta.

## Fent el tremp
1. Dipositar una petita quantitat de pigment a una paleta, plat o bol.
2. Afegir al voltant un volum igual de rovell d'ou i combinar-los assegurant-se que no hi hagi cap tros de pigment.
3. Afegir aigua destil·lada (normalment menys d'una cullereta per rovell d'ou).

Sovint només s'utilitza el contingut del rovell. La clara de l'ou i la membrana del rovell s'han d'extreure.
Si la pintura conté massa rovell, la pintura semblarà greixosa; massa aigua la deixarà massa líquida. Així, la preparació de la pintura obliga a ajustar finament la quantitat d'aigua i rovell per aconseguir una pintura consistent. Com la pintura al tremp s'asseca, l'artista afegirà més aigua per conservar la consistència i aguantar l'espessir del rovell en contacte amb aire.
Altres preparacions utilitzen la clara d'ou o l'ou sencer per a aconseguir efectes diferents. També uns altres additius com emulsions d'oli i cera poden modificar el medi. Afegint oli, per exemple en una proporció no superior d'1:1 per volum de rovell d'ou, produirà un medi soluble en aigua amb molts dels efectes de color de la pintura a l'oli, si bé no es pot pintar amb traços gruixuts.
Molts dels pigments utilitzats per pintors medievals, com el vermell (fet de cinabri, una mena de mercuri), són altament tòxics. La majoria dels artistes avui utilitzen pigments sintètics moderns, que són menys tòxics però tenen propietats similars de color que els pigments més antics.